# Jun Aoyama
Jun Aoyama (født 3. januar 1988) er en japansk tidligere professionel fodboldspiller.
Han har spillet for flere forskellige klubber i sin karriere, herunder Nagoya Grampus, Cerezo Osaka, Tokushima Vortis og Urawa Reds.